# Jürgen Böker
Jürgen Böker (* in Berlin; † 19. Mai 2010 ebenda) war ein deutscher Architekt und Professor an der Technischen Fachhochschule Berlin.
Zahlreiche öffentliche Gebäude in und um Berlin gehen auf seine Entwürfe zurück.

## Gebäude (Auswahl)
- Kindergarten in Gatow
- Befestigungsanlage
- Kirche in Schöneiche
- Kirche in Berlin-Gatow

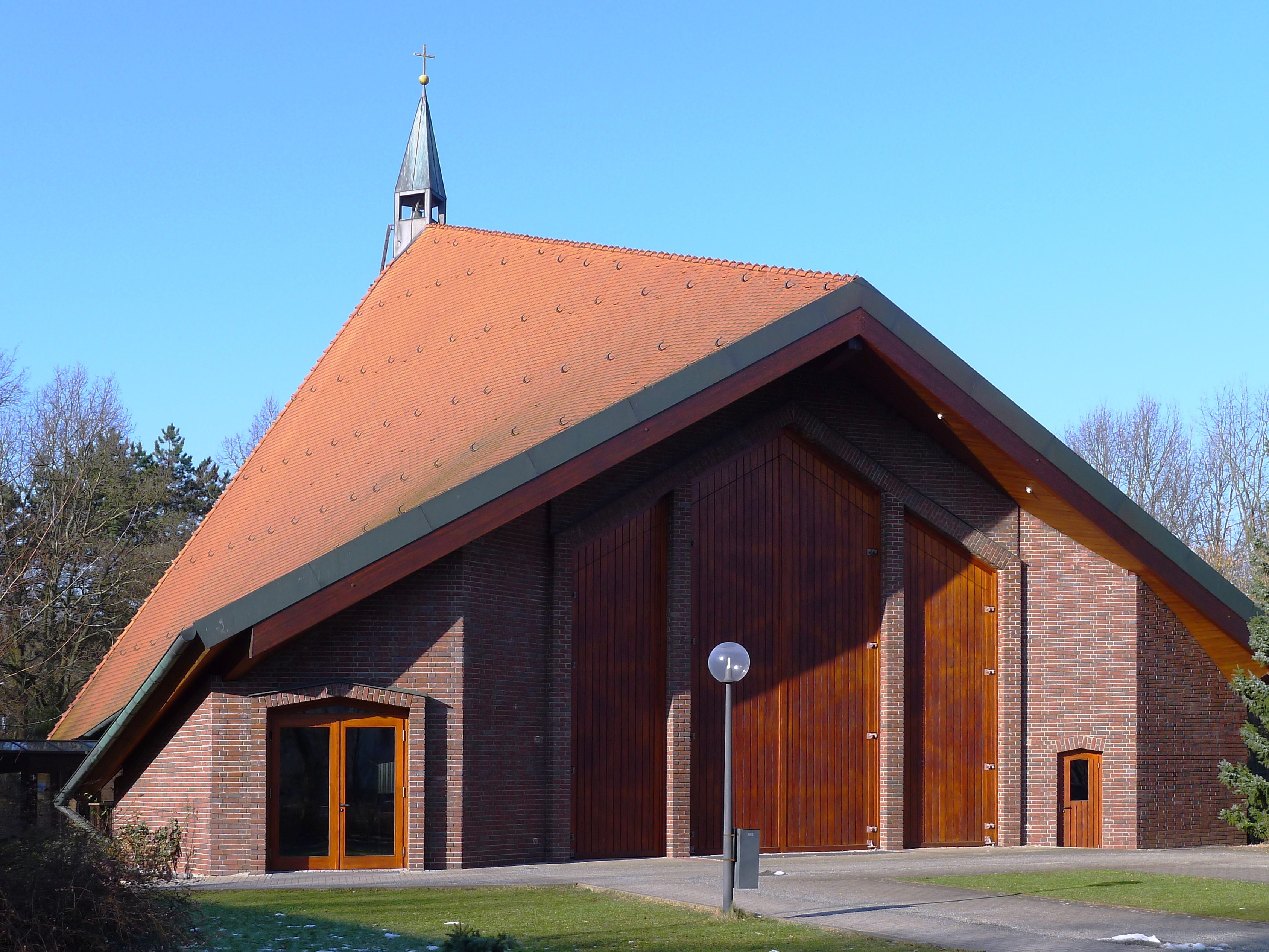
Bruder-Klaus-Kirche, Berlin-Neukölln

- 1989: Bruder-Klaus-Kirche, Berlin-Neukölln[1]